# The Road Warriors
The Road Warriors sono stati un tag team di wrestling composto da Road Warrior Hawk e Road Warrior Animal. Hanno lottato con questo nome nella American Wrestling Association, nella National Wrestling Alliance e nella World Championship Wrestling, mentre hanno utilizzato il nome Legion of Doom nella World Wrestling Federation/Entertainment. Benché con nomi differenti, la loro gimmick fu sempre la stessa: quella di personaggi di ambientazione post-nucleare, in stile Mad Max, dal volto pitturato e vestiti con spallacci da football americano dotati di spuntoni di metallo.
Considerato da molti il più grande tag team di sempre nella storia del wrestling, la coppia è anche indicata quale innovatrice di questo sport: grazie a loro, infatti, l'utilizzo del face paint è diventato molto popolare nel wrestling, hanno conquistato i fan con il loro fisico scolpito e utilizzando mosse d'impatto e hanno anche creato una manovra di tag team chiamata Doomsday Device, utilizzata come finisher.
Nel corso degli anni i due sono stati affiancati da diversi manager (Sunny e Paul Ellering su tutti), hanno cambiato più volte nome (oltre ai già citati "Road Warriors" e "Legion of Doom" il duo ha utilizzato anche il nome "Legion of Doom 2000", affiancato da Puke) e hanno lottato separatamente in diverse occasioni: Hawk lottò per un certo periodo nella New Japan Pro-Wrestling in tag team con "Power Warrior" Kensuke Sasaki, formando gli "Hell Raisers"; Animal, invece, nel corso del suo ultimo periodo passato nella WWE è stato affiancato da Heidenreich, con il quale ha dato vita ai "Legion of Doom 2005".
Nel 2003 la rivista Pro Wrestling Illustrated ha classificato i Road Warriors al primo posto tra i cento migliori tag team della storia nella PWI Years; hanno inoltre conquistato il riconoscimento di PWI Tag Team of the Year nel 1982, 1984, 1985 e 1988.

## Carriera

### Georgia Championship Wrestling (1982-1984)

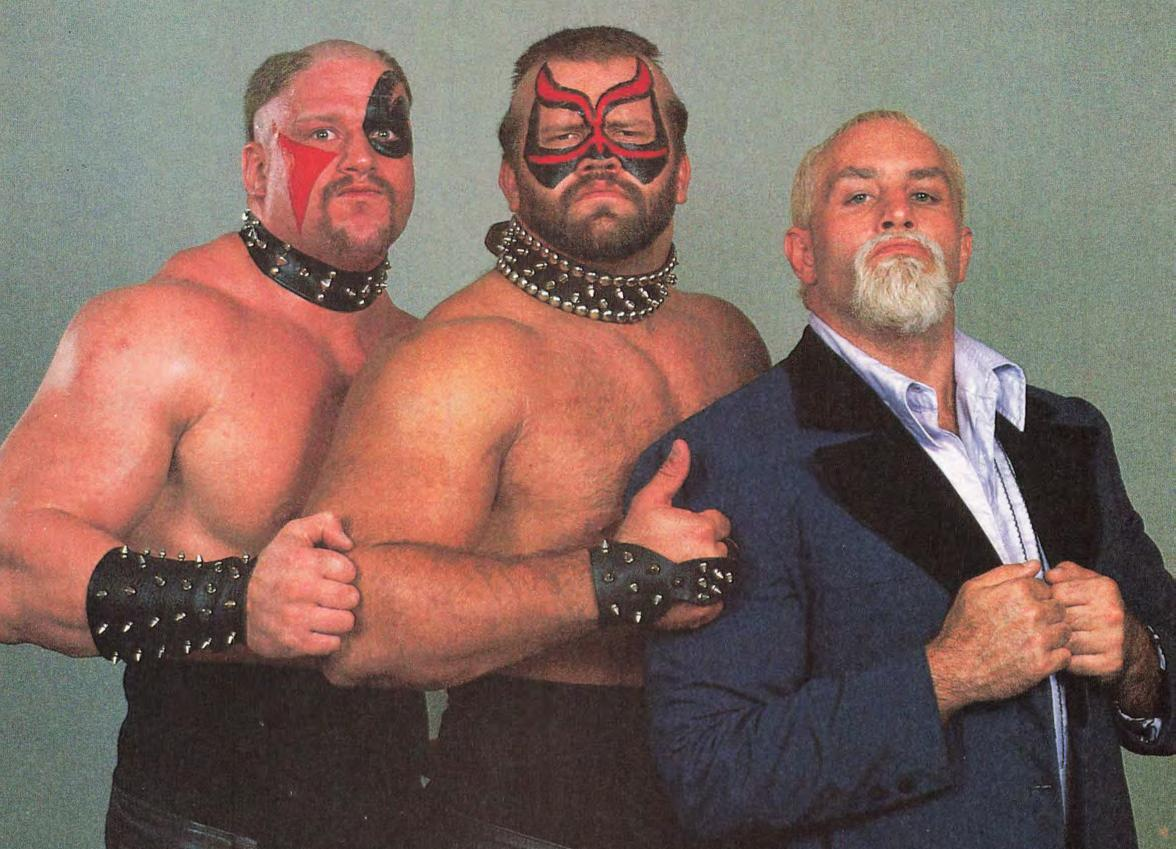
I Road Warriors con il manager Paul Ellering (1985)

Nei primi anni ottanta, nella federazione Georgia Championship Wrestling (satellite della NWA), Paul Ellering introdusse una stable denominata "The Legion of Doom" (it: La legione del destino) i cui membri erano i Road Warriors, Jake "The Snake" Roberts, The Spoiler, Matt Borne, King Kong Bundy, Arn Anderson, The Iron Sheik e The Sheik. All'inizio Animal aveva brevemente combattuto come lottatore singolo con il nome di "Road Warrior" prima che Ellering gli affiancasse Hawk così da formare il tag team dei Road Warriors. La stable ebbe vita breve e il nome "Legion of Doom" presto venne associato ai soli Road Warriors ed Ellering.  Nel DVD Road Warriors: The Life and Death of the Most Dominant Tag-Team in Wrestling History (2005), Animal ha raccontato che l'ispirazione per il nome "Legion of Doom" venne presa dal cartone animato Super Friends.
Lo stile brutale di combattimento ed il forte impatto scenico dei Road Warriors ben presto li rese molto popolari presso i fan. In Georgia il team salì velocemente in cima alla federazione nonostante i due fossero molto giovani e non avessero ancora fatto l'abituale gavetta per arrivare al top, proprio per l'alta credibilità dei loro ruoli di combattenti imbattibili e feroci. Bastarono sei mesi dal loro debutto perché i Road Warriors vincessero l'NWA National Tag Team Championship, titolo che vinsero altre tre volte durante il periodo passato in Georgia.

### Giappone (1985-1990)
Nel marzo del 1985 i Road Warriors iniziarono a fare tournée in Giappone, principalmente per la All Japan Pro Wrestling dove ebbero un impatto clamoroso liquidando in appena quattro minuti il tag team composto da Killer Khan e Animal Hamaguchi, ritenuto fino ad allora fortissimo. Questa e le successive affermazioni garantirono ai Road Warriors molta attenzione da parte dei media giapponesi e le prime pagine delle riviste di settore. I loro tour con la AJPW nel 1985 e 1986 resero i Road Warriors delle vere e proprie leggende nella terra del sol levante.
I Road Warriors vinsero l'NWA International Tag Team Championship il 12 marzo 1987 sconfiggendo Jumbo Tsuruta e Genichiro Tenryu e restarono campioni per ben 15 mesi prima di capitolare davanti ai campioni PWF World Tag-Team Jumbo Tsuruta e Yoshiaki Yatsu che unificheranno le cinture nell'AJPW World Tag-Team Championship, rendendo i Road Warriors gli ultimi difensori e detentori dell'NWA International Tag-Team Championship. Il loro ultimo match in Giappone si svolse il 22 luglio 1990, per la New Japan Pro-Wrestling, dove persero contro Masahiro Chono e Keiji Muto per squalifica.

### American Wrestling Association (1984-1986)
Nel 1984, i Road Warriors entrarono nella American Wrestling Association (AWA) di Verne Gagne insieme al loro manager Paul Ellering. Il 25 agosto 1984, i due sconfissero The Crusher e Baron von Raschke per i titoli mondiali di coppia AWA World tag team. Originariamente, Hawk & Animal erano stati portati nella federazione da Gagne per interpretare dei personaggi "heel", ma il carisma dei due presto li rese dei beniamini del pubblico. Diventarono le stelle di primaria importanza dell'AWA durante il 1984 e il 1985, scontrandosi principalmente con i Fabulous Freebirds. I Warriors iniziarono allora a dividersi tra l'AWA e l'NWA dove diedero vita ad un feud con i campioni di coppia NWA World Tag Team Championship The Russians, mentre detenevano ancora le cinture di campioni AWA. Hawk & Animal persero i titoli AWA in favore di Jimmy Garvin e "Mr. Electricity" Steve Regal il 29 settembre 1985, a causa delle interferenze dei Freebirds. L'ultima apparizione dei Road Warriors nell'AWA ebbe luogo durante un cage match contro il team di Garvin e Michael P.S. Hayes a WrestleRock 86, che i Warriors vinsero.

### National Wrestling Alliance/World Championship Wrestling (1986-1990)

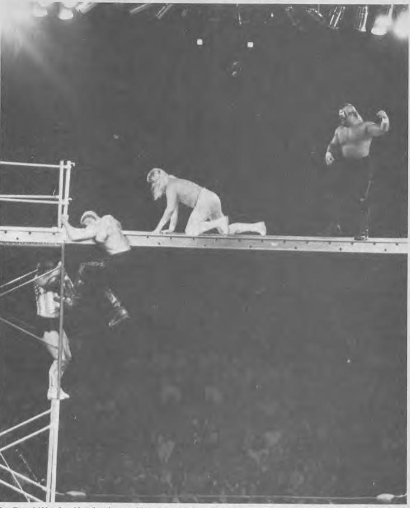
Lo Scaffold match tra Road Warriors e Midnight Express a Starrcade 1986

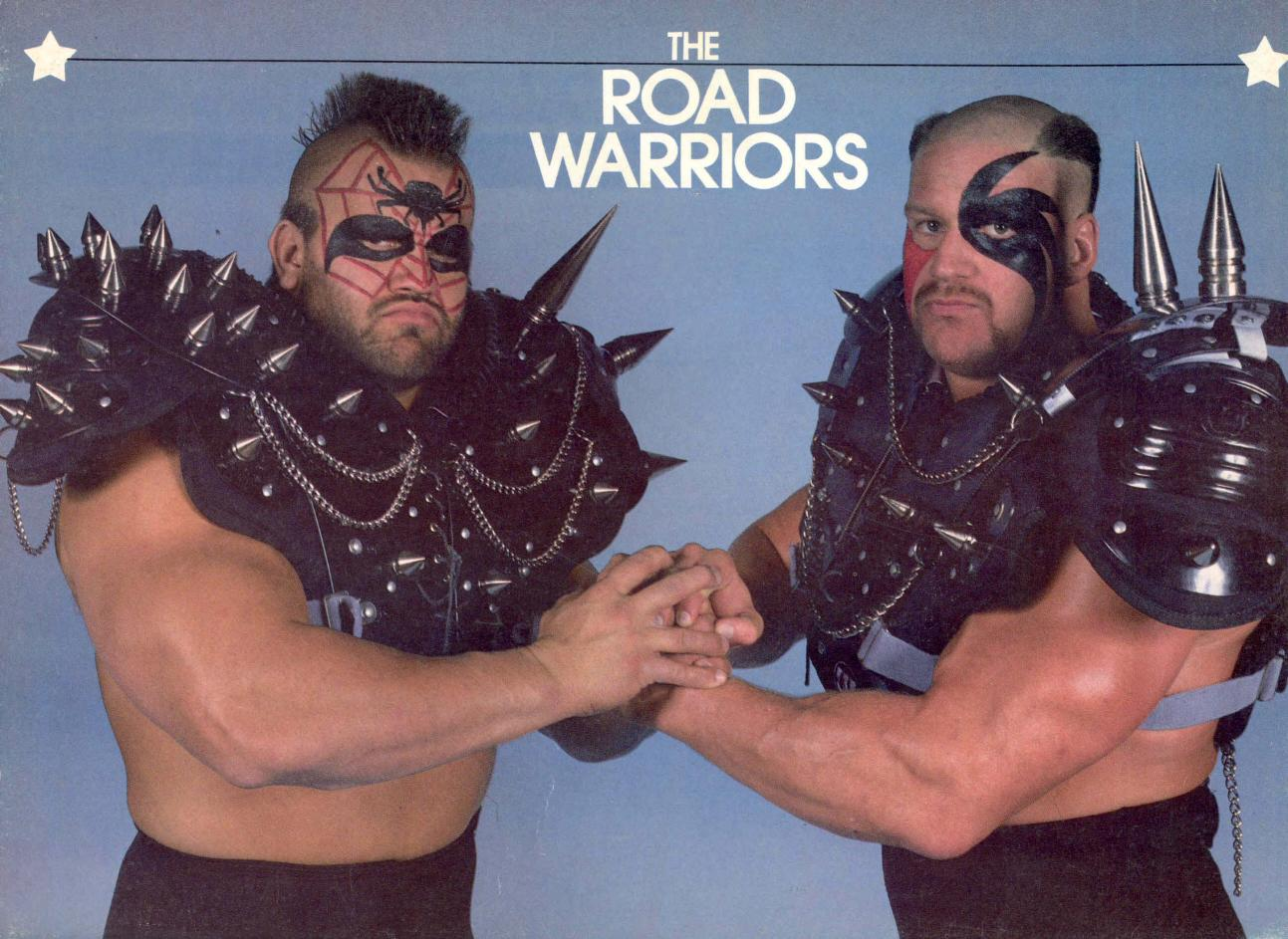
I Road Warriors nel 1989

A metà 1986, i Road Warriors firmarono in esclusiva per la National Wrestling Alliance (NWA), e debuttarono vincendo l'annuale Jim Crockett Sr. Memorial Cup Tag Team Tournament sconfiggendo in finale Ron Garvin e Magnum T.A.. Nel successivo Great American Bash i due furono contrapposti a Ivan e Nikita Koloff e anche ai Midnight Express. A Starrcade '86, i Road Warriors lottarono in uno Scaffold Match, battendo i Midnight Express.
Successivamente Hawk & Animal si allearono con Dusty Rhodes e Nikita Koloff in un sanguinoso feud contro i Four Horsemen. Durante il Great American Bash del 1987, le due fazioni opposte si affrontarono nel primo War Games Match della storia. Il feud con i Four Horsemen continuò fino a Starrcade 87, dove persero per squalifica contro Tully Blanchard e Arn Anderson. In questo periodo i Road Warriors vinsero per due volte anche l'NWA Six-Man tag-team Championship insieme a Dusty Rhodes. Poi fu la volta di un violento feud con i Powers of Pain (Barbarian e Warlord) dove i Road Warriors finalmente affrontavano dei loro pari dal punto di vista della potenza fisica, ma la storyline finì presto perché i Powers of Pain lasciarono la NWA quando scoprirono che avrebbero dovuto perdere una serie di match proprio contro i Warriors.
Nel 1988, Hawk e Animal diventarono degli "heel", sconfiggendo i Midnight Express per l'NWA World Tag Team Championship il 29 ottobre 1988 a New Orleans, Louisiana. A novembre i Road Warriors assalirono brutalmente l'ex loro alleato Dusty Rhodes cercando di cavargli un occhio con uno spuntone delle loro spalliere (kayfabe). I Road Warriors dovettero quindi scegliere un nuovo partner per difendere le cinture di NWA World Six-Man Tag Team Championship; scelsero quindi la superstar dell'AJPW Genichiro Tenryu ma i titoli furono presto accantonati.
I Road Warriors ridiventarono velocemente dei face a causa del loro supporto da parte dei fan, ai quali non importava quanto brutali, cattivi e violenti potessero essere, li sostenevano sempre e comunque. Il loro regno da campioni ebbe termine il 2 aprile 1989, quando si scontrarono contro il "Varsity Club" (Mike Rotunda e "Dr. Death" Steve Williams). Il passaggio delle cinture fu abbastanza controverso a causa dell'arbitro Teddy Long che eseguì il conteggio di tre troppo velocemente. Long sarebbe poi stato licenziato per la sua condotta ma i titoli non furono restituiti ai Road Warriors. Hawk e Animal passarono il resto del loro periodo in NWA lottando contro coppie come i The Samoan Swat Team e gli Skyscrapers. La loro ultima vittoria di prestigio nell'NWA ebbe luogo quando sconfissero tre altri team (inclusi gli Steiner Brothers) per vincere un "Ironman Tag-Team Tournament" a Starrcade 1989.
L'ultima apparizione in WCW avvenne a Capital Combat 1990 dove i due si unirono a Norman “The Lunatic” per combattere contro Kevin Sullivan, Cactus Jack e Bam Bam Bigelow in un incontro che venne poi tagliato nell'edizione in VHS dell'evento.

### World Wrestling Federation (1990-1992)

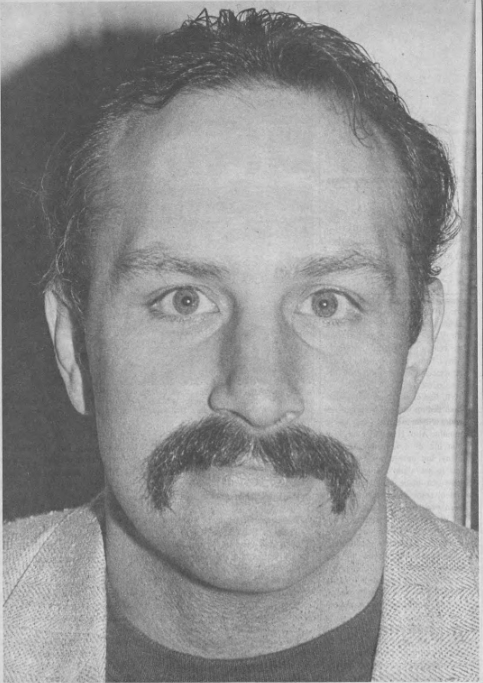
Paul Ellering, lo storico manager dei Road Warriors

Quando Hawk e Animal firmarono per la World Wrestling Federation nel giugno 1990, Vince McMahon decise di non utilizzare il nome "Road Warriors" per ragioni ancora non ben chiarite. I due debuttarono in TV il 15 luglio 1990 durante una puntata di Wrestling Challenge venendo presentati solamente come "Legion of Doom". Hawk e Animal entrarono immediatamente in collisione con i Demolition, il team che McMahon aveva creato appositamente a immagine e somiglianza dei Road Warriors tre anni prima. Il primo scontro si ebbe in un "six-man tag-team match" dove Hawk e Animal insieme a Ultimate Warrior affrontarono i tre membri dei Demolition (Ax, Smash & Crush). Ax, che aveva da tempo problemi di salute, aveva acconsentito ad essere gradualmente rimpiazzato da Crush. Lo scontro prosegue a Survivor Series, dove L.O.D. e Warrior, insieme a Texas Tornado affrontarono tutti e tre i Demolition con Mr.Perfect. Hawk ed Animal furono eliminati fuori dal ring insieme a Smash e Crush. Ultimate Warrior fu l'unico sopravvissuto dell'incontro. Il feud tra i Legion of Doom e i Demolition, sulla carta dalle enormi potenzialità, non dette però i risultati sperati e presto gli L.O.D. spostarono le loro attenzioni sui titoli di coppia. La prima occasione avvenne in una Battle Royal antecedente Wrestlemania VII con soli Tag Team presenti sul ring. Si decidevano gli sfidanti per il titolo di coppia allora detenuto dalla Hart Foundation. I Legion Of Doom furono vicini alla vittoria, ma nell'eseguire la mossa finale su uno dei Nasty Boys, i Power and Glory (Hercules e Paul Roma), precedentemente eliminati dal duo, si vendicarono facendo cadere Hawk dalla terza corda decretandone l'eliminazione. I guerrieri della strada regolarono i conti proprio a Wrestlemania VII, sconfiggendo i Power and Glory in meno di due minuti. La durata così corta dell'incontro servì a coprire degli infortuni veri che in quel periodo martoriavano gli avversari. A SummerSlam 1991, i Legion of Doom sconfissero i Nasty Boys vincendo il loro primo World Tag Team Championship, diventando così il primo team a vincere i titoli mondiali nelle tre principali federazioni di wrestling professionistico degli anni ottanta, l'AWA, l'NWA e la WWF. Hawk e Animal persero poi le cinture WWF venendo battuti dai Money Inc. il 7 febbraio 1992. Dopo la perdita dei titoli, i due lasciarono brevemente la federazione.
Faranno ritorno in WWF poco tempo dopo con il loro manager storico Paul Ellering. A Summerslam 1992 si ripresero la rivincita sui Money Inc., ma senza i titoli di coppia in palio in quanto i Natural Disasters, anch'essi aspiranti alle cinture, avevano battuto in precedenza Schyster e Dibiase diventando campioni. Il match però si tenne ugualmente con Hawk, Animal ed il loro manager che entrarono nell'arena di Wembley a cavallo delle Harley Davidson. In quel periodo venne anche introdotto un pupazzo da ventriloquo di nome "Rocco", manovrato da Ellering, che doveva servire da ispirazione ai Legion of Doom, ma la trovata ebbe così scarso successo che il pupazzo fu fatto presto sparire. La trovata di dubbio gusto, che sembrava voler "ridicolizzare" Hawk & Animal piuttosto che valorizzarli, lasciò però degli strascichi importanti, in quanto dopo SummerSlam 1992, Hawk decise di andarsene dalla WWF disgustato della faccenda, ed Animal fu costretto a tenere fede al contratto combattendo in coppia con l'ex membro dei Demolition Crush (ora diventato un face) durante gli house show, prima che un infortunio alla schiena non costrinse anche lui ad un ritiro forzato dal ring.

### Hell Raisers (1992-1995)
Quando Hawk lasciò la WWF dopo SummerSlam, partì per il Giappone dove inizio a lottare per la New Japan Pro-Wrestling in coppia con Kensuke Sasaki che venne soprannominato per l'occasione "Power Warrior" e adottò il look dei Road Warrior con tanto di face paint e spalliere con gli spuntoni. Il duo venne rinominato "The Hell Raisers" e cercò di portare avanti la tradizione dei Road Warriors nella NJPW vincendo il titolo IWGP Tag Team Championship da Tony Halme e Scott Norton nel dicembre 1992 e poi una seconda volta da Scott Norton e Hercules (conosciuti come i "Jurassic Powers") nel gennaio del 1994. Combatterono anche in entrambe le edizioni del 1993 e del 1994 del "Super Grade Tag league" arrivando fino in semifinale nel 1994 dove persero contro Masahiro Chono e Super Strong Machine. Il team fu anche contattato da Antonio Pena per combattere nella AAA Championships messicana, ma non si riuscì a finalizzare un accordo a causa della crisi economica messicana del 1995.
Lottare in coppia con Hawk (o meglio con "Hawk Warrior" come si faceva chiamare all'epoca) servì parecchio a far aumentare la considerazione dei fan nei confronti di Kensuke Sasaki, ed infatti quando gli Hell Raisers si sciolsero a metà 1995, Sasaki scelse di adottare permanentemente la gimmick di Power Warrior per combattere da singolo.
Quando Animal si riprese dal suo infortunio alla schiena, si riunì con Hawk in Giappone nel 1996. Per un po' di tempo Hawk, Animal, e Power Warrior combatterono tutti e tre insieme nella federazione giapponese.

### World Championship Wrestling (1996)
Appena Animal si fu completamente ristabilito dal suo passato infortunio, i Road Warriors firmarono un contratto con la World Championship Wrestling  a fine 1995. Immediatamente iniziarono un feud con gli Steiner Brothers (da poco ritornati dall'esperienza in WWF), e con gli Harlem Heat prima di concentrarsi verso i campioni di coppia WCW Sting e Lex Luger. I Road Warriors ebbero numerose occasioni per vincere le cinture ma non riuscirono mai a prevalere.
Hegstrand e Laurinaitis rimasero alla WCW per circa sei mesi, prima di andarsene a causa di una disputa contrattuale con Eric Bischoff.

### Ritorno in WWF (1997-1999)
Dopo aver lasciato la WCW, i due lottarono in diverse federazioni minori negli Stati Uniti ed in Giappone prima di rientrare in WWF, facendo un ritorno a sorpresa durante una puntata di Monday Night Raw andata in onda il 24 febbraio 1997, dove distrussero gli Headbangers. I Legion of Doom saranno poi pesantemente coinvolti in un feud contro la Hart Foundation schierandosi dalla parte di Steve Austin, Ken Shamrock e Goldust a In Your House: Canadian Stampede. Il 7 ottobre 7 1997, Hawk & Animal conquistarono il loro secondo titolo di campioni mondiali di coppia WWF sconfiggendo i Godwinns. Nel novembre 1997, i Legion of Doom affrontarono gli appena formatisi New Age Outlaws (Road Dogg e Billy Gunn) ed inaspettatamente persero le cinture di campioni.

#### L.O.D. 2000 (1998-1999)
Hawk e Animal apparvero poi a WrestleMania XIV durante una "Tag-Team Battle Royal" dove sfoggiarono un nuovo look da "guerrieri spaziali", con nuove spalliere ed elmetti futuristici (gli elmetti non durarono a lungo, perché Hawk aveva la brutta abitudine di gettare il suo contro il pubblico, rischiando pericolosamente di infortunare qualcuno), una nuova manager (Sunny) ed un nuovo nome: Legion Of Doom 2000, accreditati come una versione aggiornata dei Road Warriors “per il nuovo millennio”. Gli LOD 2000 vinsero la battle royal e si guadagnarono un match per il titolo di coppia, ma non riuscirono a vincere le cinture.
Ben presto Sunny lasciò il team e Droz, allora conosciuto con il nome "Puke", iniziò ad accompagnarli al ring. Allo stesso tempo, ritornò Paul Ellering, ma si schierò a sorpresa con i D.O.A., team che gli L.O.D. stavano combattendo all'epoca. Per la prima volta nella storia dei Road Warriors, il duo partecipò ad una storyline dove dovevano venirsi a creare delle tensioni crescenti tra i membri della coppia, che avrebbero portato ad una rottura. Nella storyline, Hawk veniva visto dal suo partner Animal come troppo inaffidabile per poter combattere e quindi chiese a Puke di prendere il posto di Hawk nel tag team come membro ufficiale. La storia giocava sui reali problemi di Hegstrand con l'alcolismo e le droghe arrivando fino ad inscenare un falso suicidio in diretta TV nel quale Hawk voleva buttarsi dall'alto di un'impalcatura. Quando la storyline si spinse troppo avanti nel cattivo gusto, sia Hegstrand che Laurinaitis protestarono vivamente, e il tutto venne accantonato. I Legion of Doom fecero un breve ritorno il 22 marzo 1999 durante Raw is War attaccando Pat Patterson e Gerald Brisco nel backstage dopo che i due avevano impersonato proprio gli LOD in un handicap match svoltosi contro Shane McMahon il 15 marzo 1999. Successivamente parteciparono ad un battle royal pre-Wrestlemania con in palio una title-shot da sfruttarsi a WrestleMania XV ma entrambi furono eliminati quasi subito. Fecero la loro ultima apparizione il 29 marzo 1999 a RAW perdendo malamente contro Owen Hart e Jeff Jarrett. Poco tempo dopo lasciarono nuovamente la WWF.

### Circuito indipendente (1999-2003)
Dopo l'uscita dalla WWF, i Road Warriors lottarono in svariate federazioni del circuito indipendente, incluso un pay-per-view dell'i-Generation nel luglio 2000 dove vinsero i titoli di coppia della federazione. In questo periodo combattevano sia come coppia che singolarmente. Animal lottò da solo per la WCW per qualche tempo, mentre Hegstrand cercava di risolvere i suoi problemi personali legati all'alcol. Quando finalmente riuscì a vincere la sua dipendenza, Hegstrand si gettò a capofitto nella religione diventando un "Cristiano Rinato". Prima di riapprodare per l'ennesima volta in WWF/E, i Road Warriors riapparvero brevemente anche nella Total Nonstop Action Wrestling durante gli albori della federazione.

### World Wrestling Entertainment (2003-2006)
I Road Warriors fecero la loro ultima apparizione televisiva come coppia il 12 maggio 2003 durante una puntata di Raw combattendo contro i campioni WWE World Tag Team, Rob Van Dam e Kane. Hawk & Animal persero velocemente l'incontro senza entusiasmare, e nonostante la speranza di un contratto a lunga scadenza in WWE, non vennero più richiamati. Hegstrand (Hawk) morì di infarto cinque mesi dopo, il 19 ottobre 2003.

#### L.O.D. 2005 (2005-2006)
Animal farà ritorno alla WWE nel 2005, alleandosi in coppia con Heidenreich in un feud contro gli MNM. Al The Great American Bash 2005, Animal e Heidenreich sconfissero gli MNM vincendo così il WWE Tag Team Championship, vittoria che Animal dedicò a Hawk. Dopo la conquista dei titoli, Heidenreich cambiò il suo aspetto, rendendo più simile il suo look a quello dei Legion of Doom, sfoggiando un taglio di capelli con cresta alla mohicana e minaccioso face paint sul viso.
Il 18 agosto 2005, Heidenreich diventò ufficialmente un membro della "L.O.D". Durante la faida con gli MNM, gli L.O.D. prenderanno come loro manager Christy Hemme, che per un periodo farà loro anche da valletta.
Il 28 ottobre 2005 durante una puntata di SmackDown!, gli L.O.D. persero i titoli di coppia contro gli MNM in un "Fatal Fourway Tag Match" che comprendeva anche Paul Burchill e William Regal, e i The Mexicools (Super Crazy e Psicosis). Qualche mese dopo, il 17 gennaio 2006, Heidenreich venne licenziato dalla WWE. Animal continuò per un po' a combattere da solo in WWE, prima di essere licenziato anch'esso per fine contratto.

### Hell Warriors (2007-2014)
Il 1º settembre 2007, Animal è apparso nella All Japan Pro Wrestling combattendo in coppia con Sasaki in un tag team chiamato "Hell Warriors", con Animal accreditato come "Animal Warrior" rifacendosi alle gimmick di "Power Warrior" di Sasaki e "Hawk Warrior" di Hawk. I nuovi Hell Warriors sconfissero il team costituito da "brother" YASSHI e Shuji Kondo.
L'11 maggio 2008, gli Hell Warriors lottarono nello show messicano "Dragon-Mania" della Toryumon Mexico. Sconfissero Damián el Terrible e Damián 666, vincendo così l'UWA World Tag Team Championship.
Nel febbraio 2014 Sasaki annuncia il ritiro dal wrestling, mettendo così fine agli Hell Warriors.

### Introduzione nella WWE Hall Of Fame (2011)
Il 2 aprile 2011, i Road Warriors & Paul Ellering sono stati introdotti nella WWE Hall of Fame da Dusty Rhodes.

## Nel wrestling

### Mossa finale
- Doomsday Device / Devastation Device / Double Impact

### Musiche d'ingresso
- Iron Man dei Black Sabbath
- We are Iron Men (WCW)
- The Hit (campionata sul tema WCW)
- Mayhem Mavens (WCW) 1995-1996
- What A Rush di J.Hart e J.J. Maguire (WWF/WWE) 1990-1992, 1997–1998, 2003
- Hellraiser di Ozzy Osbourne
- Iron Man / Hellraiser Megamix di Ozzy Osbourne e Black Sabbath

## Titoli e riconoscimenti

### Road Warriors / Legion of Doom
- All Japan Pro Wrestling
  - NWA International Tag Team Championship (1)
- American Wrestling Association
  - AWA World Tag Team Championship (1)
- Fighting World of Japan Pro Wrestling
  - World Japan Tag Team Championship (1)
- Georgia Championship Wrestling
  - NWA National Tag Team Championship (4)
- IWS International Wrestling Superstars
  - World Tag Team Championship (1)
- i-Generation Superstars of Wrestling
  - i-Generation Tag Team Championship (3)
- Independent Pro Wrestling
  - IPW Tag Team Championship (1)
- Jim Crockett Promotions / World Championship Wrestling
  - NWA World Six-Man Tag Team Championship (3) – con Dusty Rhodes (2) e Genichiro Tenryu (1)
  - NWA World Tag Team Championship (Mid-Atlantic version) (1)
  - Iron Team Tournament (1989)
  - Jim Crockett Sr. Memorial Cup (1986)
- Professional Wrestling Hall of Fame and Museum
  - (Classe del 2011) (Animal, Hawk e Ellering)[38]
- Pro Wrestling Illustrated
  - PWI Tag Team of the Year (1983–1985, 1988)
  - PWI Feud of the Year (1987) con Dusty Rhodes e Nikita Koloff contro i Four Horsemen
  - 1 nella lista dei migliori 100 tag team dei "PWI Years" (2003)
- World Wrestling Federation
  - WWF World Tag Team Championship (2)
  - WrestleMania XIV: Vincitori 15 Team Battle Royal
  - WWE Hall Of Fame (2011)
- Wrestling Observer Newsletter
  - Rookies of the Year (1983)
  - Tag Team of the Year (1984)
  - Wrestling Observer Newsletter Hall of Fame (1996)

### The Hell Raisers
- New Japan Pro-Wrestling
  - IWGP Tag Team Championship (2)
- Pro Wrestling Illustrated
  - 58 nella lista dei migliori 100 tag team dei "PWI Years"[39]

### Legion of Doom 2005
- WWE
  - WWE Tag Team Championship (1)

### The Hell Warriors
- Toryumon Mexico
  - UWA World Tag Team Championship (1 volta)[40]